# Молочний
Моло́чний (рос. Молочный) — селище у складі Смоленського району Алтайського краю, Росія. Входить до складу Верх-Обської сільської ради.
Стара назва — Отділення совхоза Верхній Обський.

## Населення
Населення — 145 осіб (2010; 174 у 2002).
Національний склад (станом на 2002 рік):
- росіяни — 92 %